# Oh! Susanna
"Oh! Susanna" é uma canção escrita por Stephen Foster em 1847. A letra conta a viagem de um negro do estado do Alabama até Nova Orleans na Louisiana para encontrar sua amada Susanna. A maneira de pronunciar as palavras são uma imitação explícita dos trejeitos que os negros americanos possuiam de falar no final do século XIX, motivo pelo qual alguns trechos da canção foram considerados racistas, embora não haja críticas à cultura ou à cor da pele propriamente. A falta de sentido na letra explicita esta característica humorística dos "Ministrel Shows", uma forma de espetáculo com o qual Foster trabalhava.
Oh! Susanna
I came from Alabama
Wid my banjo on my knee,
I'm g'wan to Louisiana
My true love for to see,
It rain'd all night the day I left,
The weather it was dry,
The sun so hot I frose to death;
Susanna, don't you cry.
Chorus:
Oh! Susanna, Oh! don't you cry for me,
I've come from Alabama, wid my banjo on my knee.
I jumped aboard de telegraph,
And trabbelled down de ribber,
De Lectrie fluid magnified,
And killed five hundred Nigger
De bulgin' bust, de horse run off,
I really thought I'd die;
I shut my eyes to hold my breath,
Susanna, don't you cry.
Chorus:
I had a dream de odder night
When ebery ting was still;
I thought I saw Susanna,
A coming down de hill.
The buckwheat cake war in her mouth,
The tear was in her eye,
Says I'm coming from de South,
Susanna, don't you cry.
Chorus:
I soon will be in New Orleans,
And den I'll look all round,
And when I find Susanna,
I' fall upon the ground.
But if I do not find her,
Dis darkie 'I surely die,
And when I'm dead and buried,
Susanna, don't you cry

A canção foi desde então alterada para ser politicamente correta, então as estrofes 1 e 4 foram removidas, e as palavras não mais satirizam o dialeto afro-americano.

## Versão em Português
No Brasil, a canção é comumente associada a canções infantis, pois recebeu versões de vários artistas direcionados as crianças, como Xuxa e Balão Mágico. Cada qual compôs sua versão.
Eu saí do Alabama com meu banjo e meu chapéu
Vou seguir pra Louisiana, oh Susana, pra te ver.
Sob o sol quente da estrada cavalguei meu animal;
O sol me queimou a pele, oh Susana, não faz mal.
Oh, Susana, não chores mais por mim.
Chegarei em Louisiana
Com meu banjo, logo, assim.